# モルテラッチ氷河
モルテラッチ氷河（モレテラッチひょうが、Vadret da Morteratsch）は、スイス東部、グラウビュンデン州最大の氷河で、全長約7km、面積約16km。ピッツ・ベルニナやベラヴィスタなどベルニナ山群の名峰から発し、途中イスラ・ペルサ（Isla Persa）と呼ばれる岩場でペルス氷河（Vadret Pers）と合流した後、レーティッシュ鉄道ベルニナ線のモルテラッチ駅付近まで流れる。
夏季にはディアヴォレッツァ山頂からペルス氷河を横断し、モルテラッチ氷河の末端まで氷河の上を地元の山岳ガイドとともに歩く氷河トレッキングツアーが編成されている。
反対にレーティッシュ鉄道モルテラッチ駅から、モルテラッチ氷河の末端を目指して歩く初級者向きのハイキングコースもある。コース沿いには1878年から測量されてきた氷河の記録があり、氷河末端が以前はどのあたりまであったかを示す標識が立てられている。
モルテラッチ氷河を含むベルニナ線沿線は、「レーティッシュ鉄道アルブラ線・ベルニナ線と周辺の景観」として世界遺産に登録されている。また、モルテラッチ駅付近には、約130年の歴史を誇るホテル・レストランがある。

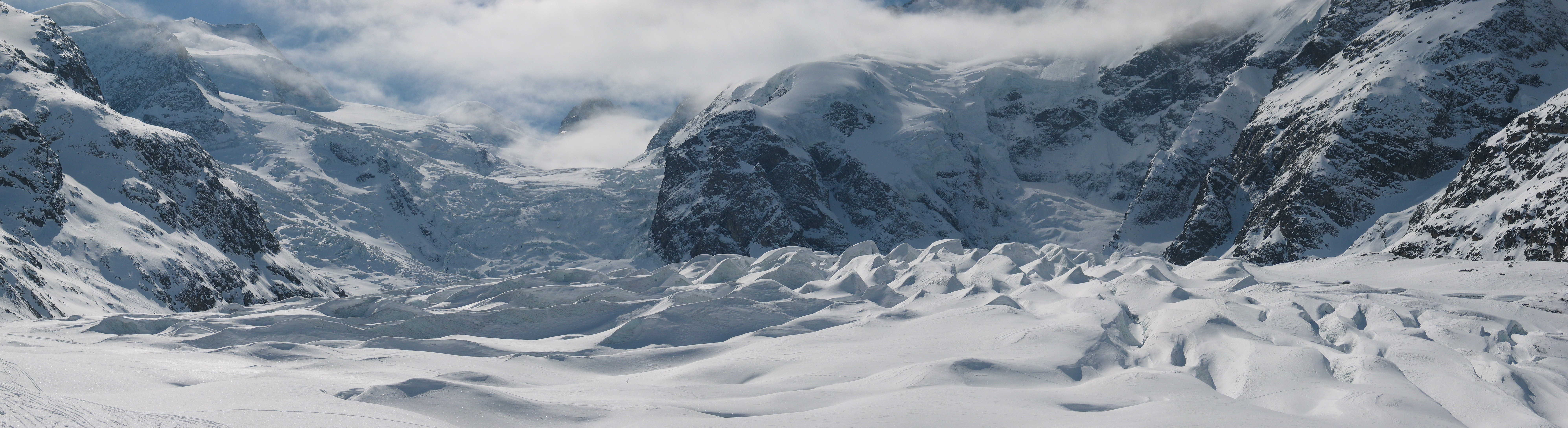
モルテラッチ氷河